# La Paz (Indiana)
La Paz é uma cidade  localizada no estado americano de Indiana, no Condado de Marshall.

## Demografia
Segundo o censo americano de 2000, a sua população era de 489 habitantes.
Em 2006, foi estimada uma população de 488, um decréscimo de 1 (-0.2%).

## Geografia
De acordo com o United States Census Bureau tem uma área de
1,3 km², dos quais 1,3 km² cobertos por terra e 0,0 km² cobertos por água. La Paz localiza-se a aproximadamente 255 m acima do nível do mar.

## Localidades na vizinhança
O diagrama seguinte representa as localidades num raio de 16 km ao redor de La Paz.